# San Martín de la Vega
San Martín de la Vega ist eine zentralspanische Gemeinde (municipio) mit 20.733 Einwohnern (Stand: 2024) im Süden der Autonomen Gemeinschaft Madrid. Sie befindet sich 28 Kilometer von der Hauptstadt Madrid entfernt. Der Parque Warner Madrid befindet sich hier.

## Lage
San Martín de la Vega liegt südlich von Madrid und grenzt an die Gemeinden Pinto, Valdemoro, Ciempozuelos, Chinchón, Morata de Tajuña, Arganda del Rey, Rivas-Vaciamadrid und Getafe.